# 安心と希望の医療確保ビジョン
安心と希望の医療確保ビジョン（あんしんときぼうのいりょうかくほビジョン）とは、舛添要一厚生労働大臣の主導で発足した「安心と希望の医療確保ビジョン」会議が2008年6月18日に発表した展望であり、2009年度以降の医学部定員増決定の端緒をなした。その後の「『安心と希望の医療確保ビジョン』具体化に関する検討会」では、将来的に医師数定員を50%増加させることなどが提言された。

## 「安心と希望の医療確保ビジョン」会議

### 「医師偏在」観を脱して
「安心と希望の医療確保ビジョン」会議は、で2008年1月7日に発足。当時は、奈良でいわゆる「妊婦たらい回し」問題（大淀病院事件）が起き、産婦人科医などの確保が緊急課題であることが国民のあいだで認識されていた。しかし、医師を育てるのは10年計画であり、診療科による医師の偏在も取りざたされており、そこで、舛添要一厚生労働大臣は自らが主導して、医療体制に対し国民に安心を与え、希望を与える長期的なビジョンを作りあげるべく同会議が立ち上げられた。
この会議は、厚生労働大臣、副大臣、政務官、そして、3人のアドバイザーで構成される小規模の会議であった。アドバイザーの内訳は、辻本好子（COML理事長）、野中博（野中医院院長）、矢崎義雄（国立病院機構理事長）となっている。それぞれが患者、地域・慢性期医療機関、急性期医療機関を代表する人選であり、「日本医師会の代表が加わっていないのが特徴である」とも評された。
実際に、日本医師会の内田健夫（常任理事）は、同年6月11日に記者会見を行い、「今回の会議については、あくまで厚生労働大臣の私的諮問機関という位置づけではあるが、そこでの議論により今後の厚生労働行政の方向性が規定されるような動きがあれば、非常に由々しき事態である」と強い懸念を表明した。

### 医学部定員増加へ
同会議では、10名以上の医療関係者からのヒアリングを行い、2008年6月18日に「安心と希望の医療確保ビジョン」を発表。1997年の閣議決定（「大学医学部の整理・合理化も視野に入れつつ、引き続き、医学部定員の削減に取り組む」に代えて、医師養成数を増加させることを打ち出した。同ビジョンは、「安心と希望の医療確保」のための3本柱を次のようにまとめている。
1. 医療従事者等の数と役割
2. 地域で支える医療の推進
3. 医療従事者と患者・家族の協働の推進

同年6月27日に閣議決定された「骨太の方針2008」では、このビジョンを踏まえ、「早急に過去最大程度まで増員するとともに、さらに今後の必要な医師養成について検討する」とされ、国の医療政策において20年に一度あるかどうかという大変化がもたらさることとなった。

## 「安心と希望の医療確保ビジョン」具体化に関する検討会

### 舛添厚労相による委員人選
さらに、「安心と希望の医療確保ビジョン」に盛り込まれた各種施策の具体化に向けた検討を行うべく、やはり舛添厚労省主導で7月17日に『「安心と希望の医療確保ビジョン」具体化に関する検討会』が発足し、短期集中的な審議が行われることとなった。同検討会の委員は以下の11名で、全員が厚労相による人選であり、厚労省医政局の色が濃かったビジョン会議本体とはまったく異なる体制に一新された。座長には高久史麿がついた。
1. 土屋了介（国立がんセンター中央病院長）
2. 海野信也（北里大学医学部産婦人科教授）
3. 高久史麿（自治医科大学長）
4. 嘉山孝正（山形大学医学部長）
5. 和田仁孝（早稲田大学大学院法務研究科教授）
6. 小川秀興（学校法人順天堂理事長）
7. 岡井崇（昭和大学医学部産婦人科学教室主任教授）
8. 川越厚（ホームケアクリニック川越院長）
9. 丹生裕子（県立柏原病院の小児科を守る会代表）
10. 大熊由紀子（国際医療福祉大学大学院医療福祉ジャーナリズム分野教授）
11. 吉村博邦（学校法人北里研究所理事）

### 「異例ずくめ」の検討会
同会議は、「論点整理案」や「予算関連事項整理案」などを独自に作成する委員も現れるなど厚労省事務局のコントロールを離れ、「厚労省の事務局が主導してきた従来の検討会に比べて「異例」ずくめだ」との声も上がるほどであった。
さらに、8月末の来年度予算の概算要求の期限が迫る10日前、「予算についての議論が不十分」との声が委員からあがり、詳細を詰めるために23、24両日に湯河原町役場で、宿を厚生年金会館にとっての泊まり込み「合宿」での審議が予定された。しかし、この合宿を「温泉合宿」と捉えた一部マスコミから批判がなされると、21日の検討会終了間際になって、事務局は突如、「諸般の事情」による「中止」を発表した。しかし、これに対し各委員は検討会終了後、中止になった会合を開くために一致した動きをみせ、最終的に、委員の土屋了介が病院長を務める国立がんセンター中央病院で開催されることになった。
そして、同年8月27日、「中間とりまとめ（案）」で大筋合意した。この「中間とりまとめ」には、「将来的に50％医師養成数を増加」、「ドクター・フィーを検討」「インセンティブとしての手当支給」などが盛り込まれた。これに対して、委員の嘉山孝正は、「医療現場の若い人のモチベーションが高くなる。『ドクター・フィー』や『インセンティブ』という言葉が盛り込まれたことは歴史的革命だ。このように『思惑』なく日本の医療について語った会はそんなにないのでは」と自らの感慨を述べた。